# Soultz-sous-Forêts
Soultz-sous-Forêts (en alsacià Sulz) és un municipi francès, situat a la regió del Gran Est, al departament del Baix Rin. L'any 1999 tenia 2.494 habitants.
Forma part del cantó de Wissembourg, del districte de Haguenau-Wissembourg i de la Comunitat de comunes de l'Outre-Forêt.

## Demografia
| 1962  | 1968  | 1975  | 1982  | 1990  | 1999  |
| ----- | ----- | ----- | ----- | ----- | ----- |
| 1.964 | 2.159 | 2.208 | 2.289 | 2.185 | 2.494 |

## Administració
| Període   | Identitat        | Partit |
| --------- | ---------------- | ------ |
| 2001-2008 | Alfred Schmitt   |        |
| 2008-     | Pierre Mammosser | PS     |